# Blue Curaçao
Curaçao este un lichior aromat cu coji uscate de Citrus curassaviensis (citrice, care cresc pe insula Curaçao). O plantă asemănătoare cu portocala, laraha a fost dezvoltată din portocala dulce de Valencia, adusă de coloniștii spanioli. Solul sărac în nutrienti și climatul arid din Curaçao s-au dovedit nepotrivite pentru cultivarea portocalelor Valencia, fructele fiind mici și amărui. Coaja aromată specifică portocalelor Valencia s-a menținut însă, și în cele din urmă pomii au fost dezvoltați în actuala specie laraha, ale cărei fructe sunt amare.
Băutura a fost dezvoltată și distribuită inițial de familia Senior (o familie evreiască cu descendente spaniole și portugheze) în secolul 19. Pentru a crea lichiorul, cojile de laraha sunt uscate, obținându-se astfel aroma lor deosebită. După înmuierea într-un amestec de alcool și apă pentru câteva zile, cojile sunt îndepărtate și sunt adăugate și alte ingrediente.
Lichiorul are o aromă de portocale cu un gust ușor amărui. Este colorat în mod natural, dar deseori se folosesc și coloranți artificiali, cea mai întâlnită culoare fiind cea albastră, care-i conferă o înfățișare exotică.
Mai există și alte lichioruri sub marca Curaçao cu diverse arome, precum de cafea, ciocolată sau rom.